# Human Performance
Human Performance è il quinto album in studio del gruppo indie rock americano Parquet Courts, pubblicato l'8 aprile 2016 su Rough Trade Records.
L'album è stato preceduto dai singoli Dust, Berlin Got Blurry, Outside e Human Performance. Ha ricevuto una nomination per il miglior pacchetto di registrazione ai Grammy Awards 2017.
La band ha scritto gran parte di Human Performance durante la registrazione dell'album ai Dreamland Studios di New York: "Vivevamo lì, lavoravamo 24 ore su 24, e non c'era mai un momento in cui non potessimo essere rumorosi. Ha creato un ambiente in cui tutti noi eravamo incoraggiati a vicenda a esplorare." la mia ragazza era lì."
La copertina dell'album è del co-cantante e chitarrista A. Savage.

## Tracce
1. Dust – 3:57
2. Human Performance – 4:15
3. Outside – 1:45
4. I Was Just Here – 1:48
5. Paraphrased – 3:01
6. Captive of the Sun – 2:03
7. Steady on My Mind – 3:38
8. One Man No City – 6:24
9. Berlin Got Blurry – 3:26
10. Keep It Even – 2:47
11. Two Dead Cops – 3:05
12. Pathos Prairie – 2:51
13. It's Gonna Happen – 3:20